# Haltepunkt (Programmierung)
Ein Haltepunkt (englisch: breakpoint) bezeichnet bei der Fehlerbereinigung (Debugging) von Computerprogrammen eine besonders markierte Stelle im Programm. Wird dieses Programm mit einem Programm zur Fehlerbereinigung, einem Debugger, gestartet, so erkennt dieser die Markierung und hält an dieser Stelle die Verarbeitung der Befehle an. Der Tester kann nun den Zustand des angehaltenen Programms auf mögliche Fehlerursachen untersuchen. Er kann zum Beispiel nachsehen, ob Variablen die an dieser Stelle zu erwartenden Werte haben. Außerdem kann er das Programm von diesem Haltepunkt aus in Einzelschritten ausführen lassen und so den Fehler genauer eingrenzen.